# Шерц
Шерц (нем. Scherz AG) — населённый пункт в Швейцарии, входит в состав коммуны Лупфиг округа Бругг в кантоне Аргау.
Население составляет 602 человека (на 31 декабря 2007 года).
До 2017 года был самостоятельной коммуной (официальный код — 4113). С 1 января 2018 года присоединён к коммуне Лупфиг.

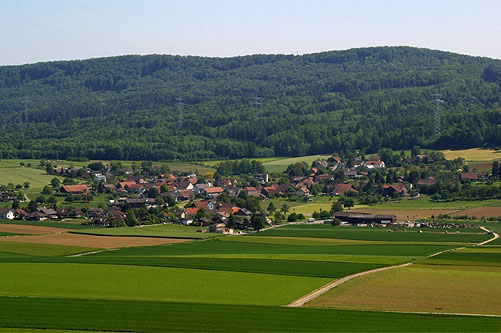
вид на Шерц с Габсбурга

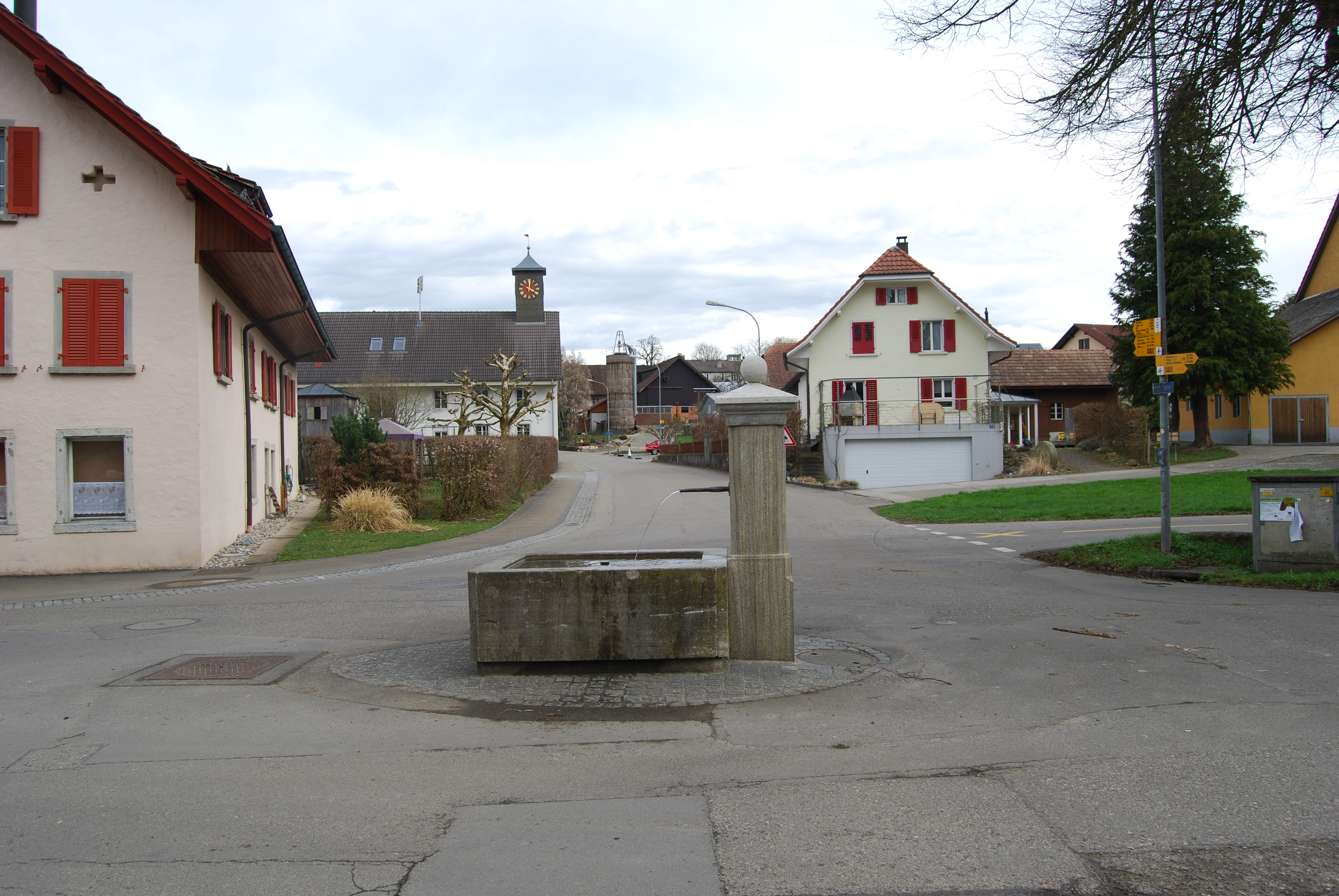
Шерц